# Phegopteris hillebrandii
Phegopteris hillebrandii là một loài dương xỉ trong họ Thelypteridaceae. Loài này được Luerss. mô tả khoa học đầu tiên năm 1875.
Danh pháp khoa học của loài này chưa được làm sáng tỏ. 